# Бржетислав (князь Оломоуца)
Бржетислав (чеш. Břetislav; ум. до 1201) — князь Оломоуцкий в 1189—1192 и с 1194 года, сын оломоуцкого князя Оты III Детлеба и Дюрансии.

## Биография
В 1160 году скончался отец Бржетислава, оломоуцкий князь Ота III Детлеб. Бржетислав и его старший брат Владимир ещё были подростками, поэтому Оломоуцкое княжество им не досталось.
В 1189 году князем Чехии стал Конрад II Ота, объединивший перед этим в своих руках все моравские княжества. В этом же году он назначил княжить в Оломоуце Владимира и Бржетислава.
В 1192 году чешским князем стал Пржемысл Отакар I, который отдал всю Моравию, в том числе и Оломоуц, своему брату Владиславу Йиндржиху. Однако вскоре Пржемысл Отакар I был смещён, а его преемником стал епископ Праги Йиндржих Бржетислав. Он в 1194 году отобрал Моравию у Владислава Йиндржиха, вернув Оломоуц Владимиру и Бржетиславу. Они сохранили свои владения и после того, как в 1197 году Пржемысл Отакар I вновь получил чешский престол, однако над ними был поставлен сюзереном Владислав Йиндржих с титулом маркграфа Моравии.
До 11 декабря 1200 года умер брат Бржетислава, Владимир. Бржетислав пережил его ненадолго: в 1201 году он уже умер. После его смерти Оломоуцкое княжество получил маркграф Моравии Владислав Йиндржих, а единственный сын Бржетислава избрал духовную карьеру.

## Брак и дети
Имя жены Бржетислава неизвестно. Известно, что у него был один сын:
- Зигфрид (ум. 1227), каноник в Оломоуце, декан Оломоуцкого капитула с 1226